# Philophylla conjuncta
Philophylla conjuncta är en tvåvingeart som först beskrevs av Meijere 1913.  Philophylla conjuncta ingår i släktet Philophylla och familjen borrflugor. Inga underarter finns listade i Catalogue of Life.